# Иоаким (Люляс)
Архимандри́т Иоаким (греч. Αρχιμανδρίτης Ιωακείμ) в миру Иоаким Люляс (греч.  Ιωακείμ Λιούλιας; 1919 — 2 июля 1943) — священнослужитель Сервийской и Козанской митрополии Элладской и Константинопольской православных церквей, расстрелянный за свою патриотическую деятельность в годы тройной, германо-итало-болгарской, оккупации Греции, в период Второй мировой войны.

## Молодость
Иоаким Люляс родился в 1919 году в селе Кро́кос (Гоблица) нома Козани, Западная Македония.
Отец его был сельским учителем, ставшим впоследствии священником.
Так Иоаким вырос в школьной и церковной атмосфере.
Окончив гимназию в близлежащем городе Козани, Иоаким поступил в Халкинскую богословскую школу.
По возвращении на родину был назначен проповедником Сервийской и Козанской митрополии.
Был призван в армию, по завершении службы демобилизован в звании младшего лейтенанта резерва.
После демобилизации принял твёрдое решение стать священником и был рукоположён во диаконы.
Двумя годами позже, в 1939 году, он был направлен в Афины и стал настоятелем храма Святого Георгия в аттической Никее.
Там он стал пресвитером и получил титул архимандрита.

## Война
С началом греко-итальянской войны 1940—1941 годов, архимандрит Иоаким ушёл добровольцем на фронт и в звании капитана был зачислен армейским священником в XV пехотную дивизию
Греческая армия отразила итальянское вторжение и перенесла военные действия на территорию Албании.
В своём письме с фронта Иоаким писал: «Великое дело, на линии огня заснеженных албанских вершин, ощущать на нашем штыке дух всей нации».
Непрекращающиеся греческие победы вынудили Гитлеровскую Германию прийти на помощь своим незадачливым союзникам. В то время как основные силы греческой армии сражались в Албании против итальянцев, германская армия вторглась в Грецию из союзной немцам Болгарии.
Когда часть греческого генералитета заключила с немцами «почётную капитуляцию», Иоаким решил не возвращаться в Афины и остался в родной Македонии, где стал проповедником в митрополии города Гревена, а затем в Козани.
Своей проповедью, исповедованием и филантропией он оказывал поддержку переживавшему тяжёлые времена греческому населению.
Он включился в деятельность организации «Христианская солидарность» и многие жители западномакедонского региона избежали смерти, заключения и пыток благодаря его усилиям.
Не страшась опасностей он писал: «Пусть нас не пугает смерть. Во многих случаях есть жизнь в смерти и смерть в жизни».
Он находился в постоянном контакте с командирами отрядов Сопротивления, способствовал их деятельности, информировал их о шагах оккупантов.
Когда в 1942 году Иоаким (Апостолидис), Митрополит Сервийский и Козанский, ушёл в горы и примкнул к созданному компартией Греции Освободительному фронту, став членом «Правительства гор», архимандрит Иоаким решил не оставлять свою паству, хотя и знал о опасностях, которые ему угрожали.
Через несколько месяцев, 5 мая 1943 года Иоаким был арестован.
После предварительного заключения в лагере в Западной Македонии, Иоаким был отправлен через 2 дня в особую гестаповскую «Тюрьму № 501» в столицу Македонии, город Фессалоники.
Он с достоинством перенёс все допросы и пытки заявляя: «Я греческий поп и умру за Веру и Элладу».
После «Тюрьмы № 501» Иоаким был отправлен в салоникский концлагерь на территории казарм «Павлос Мелас», служивший одним из основных резервуаров поставок смертников, для упреждения и наказания за операции греческих партизан:755.

## Расстрел
1 июля 1943 года, в одной из многочисленных операций Народно-освободительной армии в Центральной Македонии был убит комендант города Науса.
В ответ оккупационные власти приняли решение расстрелять 50 «коммунистов и осуждённых преступников» — 32 из лагеря «Павлос Мелас» и 18 из тюрьмы в салоникской крепости Эптапиргио.
Бывший также заключённым, митрополит Триккийский Дионисий (Хараламбус) позже писал, что Иоаким «удостоился особых забот оккупантов» — он был без ряс и неузнаваем от побоев.
Однако он шагал с гордостью, держа высоко голову, увенчанную кудрявыми чёрными волосами. Беспрестанно и красиво пел псалмы и молился.
И обращаясь к смертникам выкрикнул: «Братья, мы умираем за святую цель».
Расстрел в Сфагиа состоялся 2 июля на кирпичном заводе Папагеоргиу.
4 июля оккупационная газета «Новая Европа» писала: «50 коммунистов и осуждённых преступников были расстреляны за зверства совершённые коммунистическими бандами против оккупационных сил».

## Память
В послевоенные годы в селе Крокос установлен бюст архимандрита Иоакима. Его именем также названы улицы в Крокосе и Козани.
Также в регионе каждый год проводятся культурные мероприятия, названные в честь архимандрита Люляса «Иоакимия».